# Città di Caltanissetta 2010
Il Città di Caltanissetta 2010 è stato un torneo professionistico di tennis maschile giocato sulla terra rossa, che faceva parte dell'ATP Challenger Tour 2010. Si è giocato a Caltanissetta in Italia dal 15 al 21 marzo 2010.

## Partecipanti

### Teste di serie
| Nazionalità | Giocatore             | Ranking* | Testa di serie |
| ----------- | --------------------- | -------- | -------------- |
| Spagna      | Santiago Ventura      | 91       | 1              |
| Italia      | Paolo Lorenzi         | 92       | 2              |
| Spagna      | Pere Riba             | 117      | 3              |
| Spagna      | Iván Navarro          | 123      | 4              |
| Spagna      | Rubén Ramírez Hidalgo | 148      | 5              |
| Slovenia    | Grega Žemlja          | 149      | 6              |
| Spagna      | David Marrero         | 150      | 7              |
| Rep. Ceca   | Ivo Minář             | 151      | 8              |

- Ranking all'8 marzo 2010.

### Altri partecipanti
Giocatori che hanno ricevuto una wild card:
- Francesco Aldi
- Alessio di Mauro
- Paolo Lorenzi
- Matteo Trevisan

Giocatori passati dalle qualificazioni:
- Martín Alund
- Daniele Giorgini
- Leonardo Kirche
- Franco Skugor

Giocatori Special Exempt:
- Yūichi Sugita

## Campioni

### Singolare
Robin Haase ha battuto in finale  Matteo Trevisan con il punteggio di 7–5, 6–3

### Doppio
David Marrero /  Santiago Ventura hanno battuto in finale  Uladzimir Ihnacik /  Martin Kližan con il punteggio di 7–6(3), 6–4